# Franz Wohlfahrt
Franz Wohlfahrt (Sankt Veit an der Glan, 1º luglio 1964) è un ex calciatore austriaco, di ruolo portiere.

## Palmarès

### Club

#### Competizioni nazionali
- Campionato austriaco: 7

Austria Vienna: 1980-1981, 1983-1984, 1984-1985, 1985-1986, 1990-1991, 1991-1992, 1992-1993
- Coppa d'Austria: 5

Austria Vienna: 1981-1982, 1985-1986, 1989-1990, 1991-1992, 1993-1994
- Supercoppe d'Austria: 4

Austria Vienna: 1990, 1991, 1992, 1993
- Coppa di Germania: 1

Stoccarda: 1996-1997

#### Competizioni internazionali
- Coppa Intertoto UEFA: 1

Stoccarda: 2000

### Individuale
- Calciatore austriaco dell'anno: 1

1993